# GreenSet
GreenSet é um fornecedor de superfícies de quadra dura de base acrílica usadas em muitos eventos de tênis profissional organizados pela International Tennis Federation (ITF), pela Association of Tennis Professionals (ATP) e pela Women's Tennis Association (WTA). 
O piso é composto por camadas de resina acrílica [en] e sílica sobre base asfáltica ou de concreto, para instalações permanentes, ou sobre plataforma de madeira, para locais de uso ocasional. A empresa está sediada em Barcelona, Espanha.

## Visão geral
As superfícies GreenSet são homologadas pelas categorias ITF Court Pace Rating, classificadas em Média-Lenta, Média e Média-Rápida.
O GreenSet está em uso desde 1970, quando foi introduzido pela primeira vez na Europa. Desde então, mais de 60.000 quadras de tênis em todo o mundo foram revestidas com GreenSet.
A superfície está atualmente em uso nos seguintes torneios:
- Australian Open e AO Series (desde o torneio de 2020)
- Cincinnati Masters[3]
- Paris Masters[4]
- Swiss Indoors[5]
- Open Sud de France
- Jogos Olímpicos de 2016 and Jogos Paralímpicos de 2016
- ATP Finals[6] na O2 Arena em Londres.
- Livesport Prague Open (desde o Livesport Prague Open de 2021)

Muitas eliminatórias da Copa Davis e da Billie Jean King Cup também são realizadas nas quadras de GreenSet.
O tênis nos Jogos Olímpicos de Verão de 2016 no Rio foi disputado nas quadras "GreenSet Grand Prix Cushion". O Centro Olímpico de Tênis, com mais de 18 mil metros quadrados, foi totalmente pavimentado no início de 2016, meses antes do evento. A GreenSet também forneceu as superfícies de BMX para o Centro Olímpico de BMX do Rio.